# Cantonul Bléré
Cantonul Bléré este un canton din arondismentul Tours, departamentul Indre-et-Loire, regiunea Centru, Franța.

## Comune
- Athée-sur-Cher
- Azay-sur-Cher
- Bléré (reședință)
- Céré-la-Ronde
- Chenonceaux
- Chisseaux
- Cigogné
- Civray-de-Touraine
- Courçay
- La Croix-en-Touraine
- Dierre
- Épeigné-les-Bois
- Francueil
- Luzillé
- Saint-Martin-le-Beau
- Sublaines